# 鄭勲 (軍人)
鄭 勲（チョン・フン、鄭勳、정훈）は大日本帝国陸軍の軍人。後に日本人蒲家の養子縁組で入籍して蒲勲となる。朝鮮軍報道部に勤務し、戦時下の言論統制、志願兵・学徒兵・徴兵制度の宣伝啓蒙をした中心人物。

## 経歴
1893年5月19日、ソウルに生まれる。
大韓帝国武官学校1年生在学中の1909年7月に武官学校が廃止され、国費留学生として日本に渡り、陸軍中央幼年学校予科2年に編入された。
1911年8月、幼年学校予科を卒業し、9月に本科に進学した。1913年5月に本科を卒業後、士官候補生として歩兵第20連隊に6か月間勤務した。
1913年12月、陸軍士官学校に進学。1915年5月、第27期歩兵科を卒業後は京都福知山の第20連隊に配属され、6か月間の見習士官を経て、12月に歩兵少尉に任官。
1919年4月15日、歩兵中尉。
1925年5月、勲六等瑞宝章受章。
1925年8月7日に大尉昇進後、9月15日より第20連隊大隊副官として憲兵司令部附勤務
1928年、京都で開かれた昭和天皇の即位礼で特別警備を引き受けた。福知山に勤務しているとき、そこの警察署長の娘と結婚した。
1930年3月6日、第20連隊中隊長。
1930年9月、勲五等瑞宝章受章。
1933年3月、陸軍定期異動に伴い、咸鏡北道會寧駐屯の第19師団第38旅団歩兵第75連隊に異動し、陸軍少佐に昇進した。
日中戦争勃発直後の1937年10月、朝鮮軍司令部参謀部に組織された新聞班で活動した。新聞班は「朝鮮人思想団体や一般世論に関する調査、朝鮮語新聞、雑誌の指導、映画、放送の指導」などの業務を担当し、1938年1月、「朝鮮総督府その他関係官庁、各種国防及び教化団体と協力して時局認識及び国防思想普及に遺憾なく世論の一元化を期し、軍民一致の梁となるように邁進」するため報道班に改編され、同年10月に朝鮮軍司令部報道部に拡大された。
1937年2月23日、陸軍特別志願兵制度が公布されると、同日の毎日新報に「忠良な臣民」が栄誉ある国防の任務を負うことになったことを祝う個人談話を発表した。以後、1930年代末と1940年代初頭に新聞や雑誌に何度も寄稿して、朝鮮人に、天皇と日本のために志願兵として戦争に出て命を捧げることを扇動し、朝鮮人が日本軍人になることこそ内鮮一体の具現だと強弁した。「内鮮両民族の同根同祖」という前提の下、志願兵制が実施されたように、朝鮮人の「民族意識から民族文化という思想を清掃」することが最も重要だと強調した。
1938年4月、京城軍事後援聯盟が主催した日中戦争1周年記念講演会の講師を務め、壽松小学校で中枢院参議の金明濬と共に講演し、同月には侍天教信徒及び誠信女学校生徒を対象とした時局講演会で「皇軍の職務」という題目で講演した。
日本が朝鮮人を戦争に動員し、内鮮一体を確立するために組織した各種親日団体にも直接関与し、1938年8月には孫弘遠の主導の下「軍官民の心情を疎通し、時局への協力の実を挙げ、内鮮一体運動に拍車をかける」ために創られた皇道主義団体である木曜会を指導した。
1939年4月、咸鏡北道清津、羅南、雄基、慶源、慶興などを巡回しながら講演会と座談会を開催した。同年12月から翌年1月末まで朝鮮軍報道部で京城府の中学生などを対象に実施した志願兵宣伝講演会の講師も務めた。
1940年12月、朝鮮文人協会の李光洙、朴英熙、兪鎮午など20余名が陸軍志願兵訓練所を見学した後、座談会を持つよう周旋し、1941年8月、朝鮮軍司令部報道部所属現役軍人の身分で朝鮮文人協会評議員を務めた。
1941年6月、新時代社で主催した「朝鮮楽劇団の皇軍慰問」に関する座談会に出席し、8月には李泳根らが皇道思想普及などを掲げて組織した内鮮一体運動団体である正学会で、警務局保安課長だった吉川兼秀などと共に長老として推薦された。
1942年7月、陸軍中佐として新時代社で主催した「徴兵制実施の意義と半島の責務を語る」座談会に参加。
朝鮮軍司令部報道部長として勤務していた1943年3月に新時代社で主催した「徴兵制実施と青少年の錬成を語る」座談会に参加。同年末には兵力動員を担当する朝鮮軍司令部兵務部所属として活動した。
終戦後は日本に行き、妻のいる福知山に住んでいたが、その後の消息は不明。
2008年4月28日に民族問題研究所と親日人名辞典編纂委員会が発表した親日人名辞典収録対象者軍部門に記載。
2009年、親日反民族行為真相糾明委員会は報告書で、「鄭勲は、1915年に日本陸軍士官学校卒業後、朝鮮駐留日本軍で服務しながら、日本政府から勲五等瑞宝章と勲六等瑞宝章を受けた。1937年10月からは朝鮮軍参謀部新聞班と朝鮮軍報道部で勤務し、植民地朝鮮内の言論、文学、芸術及び一般世論に対する検閲と統制業務を担当した。この過程で内鮮一体と皇民化に関連する文を記事を雑誌に掲載し、朝鮮文人協会評議員を歴任するなど親日団体でも積極的に活躍した。また朝鮮軍報道部に服務しながら「毎日新報」「三千里」などの新聞や雑誌を通じて志願兵、徴兵制に関する分を多数掲載し、関連座談会にも数回参加するなど朝鮮人に対する兵力動員を全国的次元で宣伝、扇動することで、日本の植民地政策と侵略戦争に積極的に協力した」ことから、日帝強占下反民族行為真相糾明に関する特別法第2条第10号「日本帝国主義軍隊の少尉以上の将校として侵略戦争に積極的に協力した行為」及び第11号「学兵、志願兵、徴兵または徴用を全国的次元で主導的に宣伝または扇動したり強要した行為」、第19号「日本帝国主義の植民統治と侵略戦争に協力して褒賞または勲功を受けた者として日本帝国主義に著しく協力した行為」に該当するとして親日反民族行為に決定した。